# Jonas Jonell
Jonas Jonell (ur. 2 lutego 1975 r.) – szwedzki narciarz, specjalista narciarstwa dowolnego. Nigdy nie startował na mistrzostwach świata ani na igrzyskach olimpijskich. Najlepsze wyniki w Pucharze Świata osiągnął w sezonie 1995/1996, kiedy to zajął 127. miejsce w klasyfikacji generalnej.
W 1997 r. zakończył karierę.

## Sukcesy

### Puchar Świata

#### Miejsca w klasyfikacji generalnej
- 1995/1996 – 127.

#### Miejsca na podium
1. Hasliberg – 28 lutego 1997 (Muldy podwójne) – 2. miejsce